# Battaglia di Korsun'
La battaglia di Korsun' (indicata nelle fonti tedesche come "battaglia della sacca di Čerkasy") fu un aspro scontro combattuto, durante la seconda guerra mondiale sul fronte orientale, nel gennaio-febbraio 1944, che oppose le truppe sovietiche del 1° e 2° Fronte Ucraino (generale Nikolaj Fëdorovič Vatutin e generale Ivan Stepanovič Konev) alle forze tedesche del Gruppo d'armate Sud al comando del feldmaresciallo Erich von Manstein.
Fu una manovra d'accerchiamento sovietica di vaste proporzioni (paragonabile in parte a quella di Stalingrado) che si concluse con la distruzione di gran parte delle forze tedesche accerchiate (sei divisioni e numerosi reparti separati inquadrati nell'11º Corpo d'armata dell'8ª Armata). Dopo scontri molto aspri, in una situazione climatica proibitiva (neve, tormenta e temperature molto basse), solo una parte delle forze tedesche accerchiate riuscì a sfuggire dalla sacca (totalmente disorganizzata e dopo aver perso tutto il materiale bellico) nonostante gli sforzi di numerose Panzer-Division tedesche di accorrere in aiuto delle truppe bloccate nella sacca. L'Armata Rossa ottenne una nuova sanguinosa vittoria, preludio alle successive offensive di primavera che avrebbero condotto le forze sovietiche fino ai confini rumeni e polacchi, dopo aver liberato l'intera Ucraina della riva destra del Dnepr.

## Situazione strategica sul fronte orientale
Dopo la breve controffensiva di Žitomir che, nonostante qualche successo, non era riuscita a riconquistare Kiev e a rioccupare le posizioni sul Dnepr, le forze della Wehrmacht nel settore meridionale del fronte orientale si trovarono a fronteggiare dal 24 dicembre 1943 una nuova offensiva generale del 1º Fronte Ucraino del generale Nikolaj Fëdorovič Vatutin che, con il rinforzo di notevoli masse corazzate, riuscì a sfondare le linee della 4ª Panzerarmee del generale Erhard Raus, schierata sul fianco sinistro del Gruppo d'armate Sud del feldmaresciallo Erich von Manstein, a riconquistare Žitomir il 1º gennaio 1944 ed avanzare, nonostante le gravi difficoltà climatiche ed il precoce disgelo, verso Korosten', Berdičev e Vinnica.
Nonostante le difficoltà e le dure perdite, il feldmaresciallo von Manstein riuscì, nella seconda settimana di gennaio, a evitare un crollo strategico del suo gruppo d'armate e con un opportuno raggruppamento di forze corazzate della 1ª Panzerarmee del generale Hans-Valentin Hube sull'ala sinistra, protesse Vinnica e Uman' e bloccò temporaneamente l'avanzata del 1° Fronte Ucraino del generale Vatutin. Tuttavia la situazione del Gruppo d'armate Sud rimase precaria e divenne ancor più grave dopo il cedimento dell'8ª Armata del generale Otto Wöhler che, attaccata dal 2º Fronte Ucraino del generale Ivan Stepanovič Konev, dovette ripiegare abbandonando con la sua ala destra le posizioni sul Dnepr e cedendo il 7 gennaio l'importante posizione di Kirovograd.

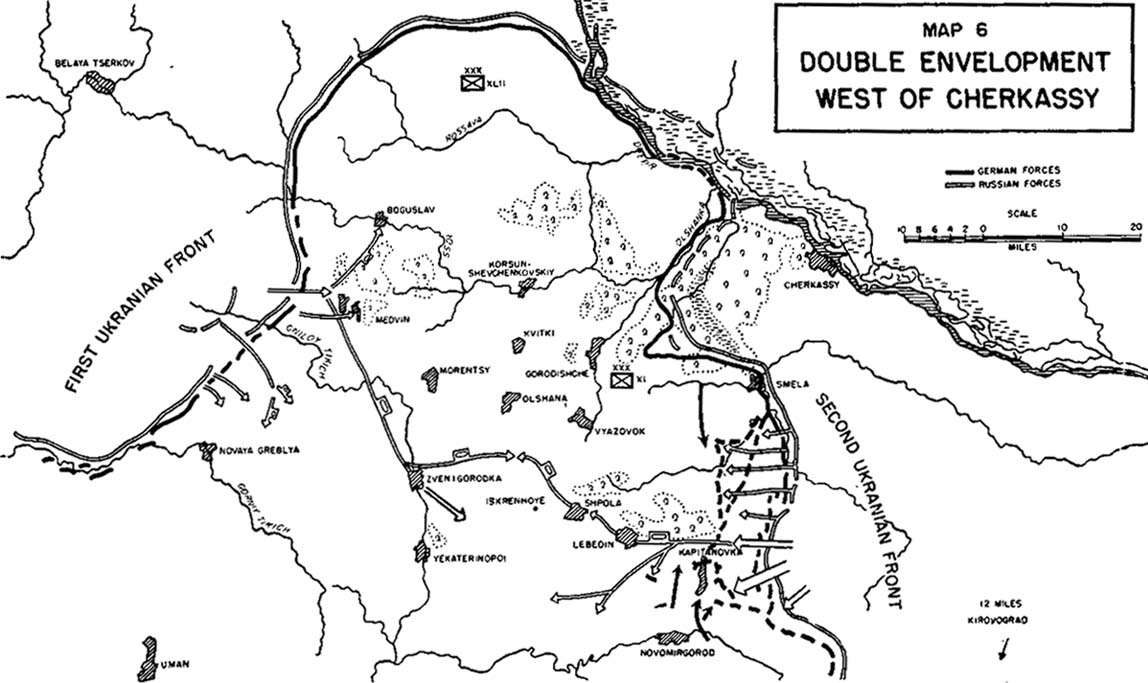
Mappa con il saliente di Korsun' e le direttrici dell'attacco sovietico a tenaglia.

In questo modo il Gruppo d'armate Sud, pur avendo evitato una sconfitta definitiva, perse le sue posizioni difensive sul Dnepr tranne nel tratto del fiume di 50 chilometri a monte di Čerkasy difeso dai due corpi dell'ala sinistra dell'8ª Armata, il 42° (generale Lieb) e l'11º Corpo d'armata (generale Stemmermann). Queste truppe tedesche rimaste a difesa del fiume si trovavano però, dopo gli sfondamenti a nord ed a sud dei generali Vatutin e Konev, in una posizione pericolosamente esposta con i fianchi vulnerabili ed il rischio di rimanere isolati in una sacca nel caso di un'offensiva a tenaglia sovietica. Nonostante questi rischi, l'alto comando tedesco ritenne importante mantenere le ultime posizioni sul Dnepr per intralciare e rallentare la spinta sovietica ad ovest del fiume, mentre Hitler proibì espressamente al feldmaresciallo von Manstein di abbandonare il saliente di Čerkasy, rivendicandone il valore propagandistico ed ipotizzando anche la possibilità di farne un caposaldo strategico da cui ripartire in un secondo momento per riconquistare le posizioni sul fiume e respingere l'Armata Rossa di nuovo sulla riva sinistra.
Le armate sovietiche del 1° e del 2° Fronte Ucraino erano state temporaneamente fermate dai contrattacchi tedeschi e dalle difficoltà logistiche create dal clima e dallo stato del terreno reso quasi intransitabile dal disgelo anticipato, ma lo Stavka non era intenzionato a sospendere la sua offensiva invernale e quindi, oltre a proseguire le sue offensive nel settore di Zaporož'e-Nikopol', in quello di Rovno e a nord nell'area di Leningrado, organizzò una serie di importanti rafforzamenti di uomini e mezzi per potenziare le forze dei generali Vatutin e Konev e sferrare un attacco a tenaglia contro le truppe tedesche rimaste agganciate sul Dnepr a nord di Čerkasy, sfruttando la favorevole situazione tattica.

## La battaglia

### Manovra d'accerchiamento sovietica

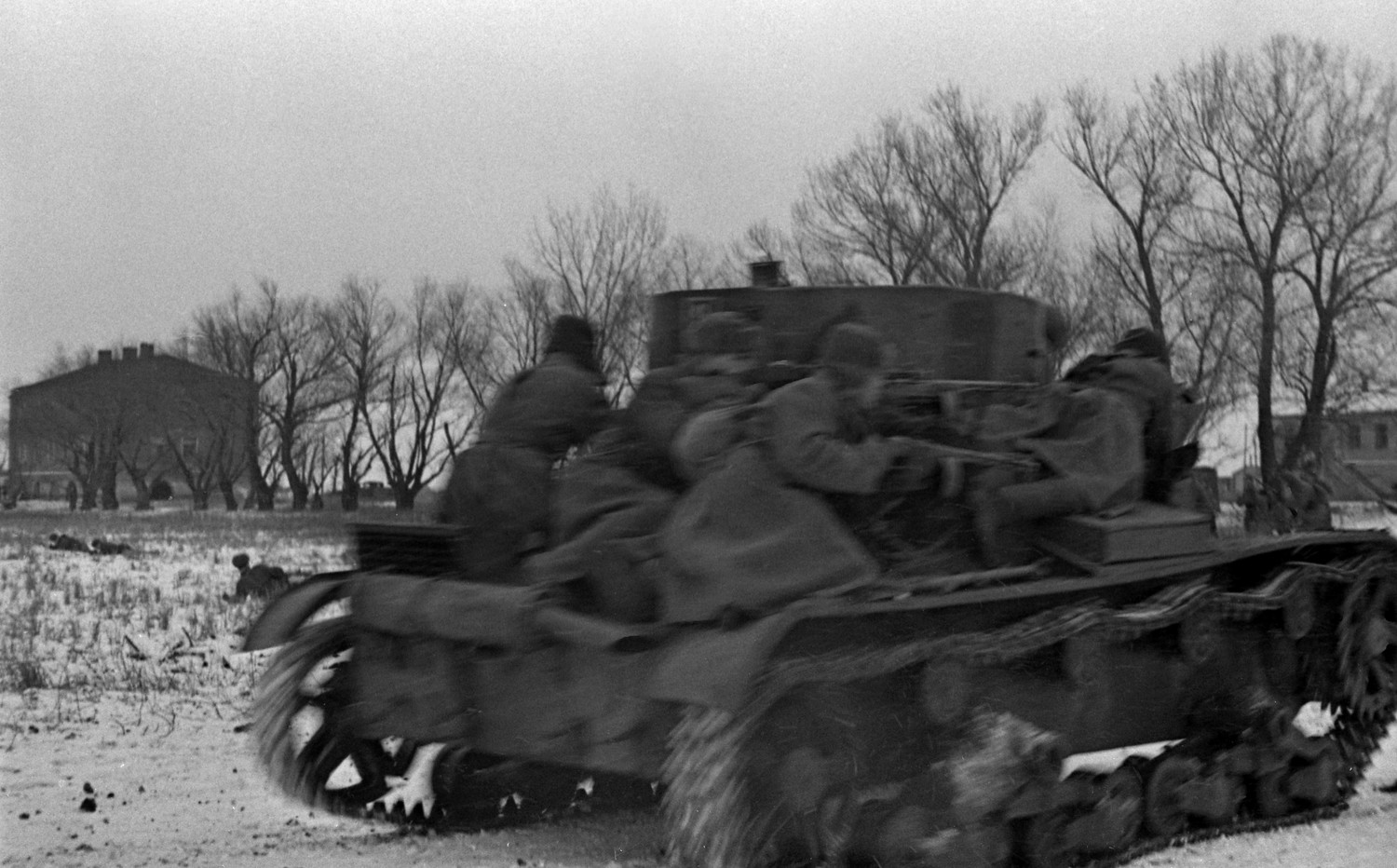
Truppe d'assalto sovietiche durante la battaglia di Korsun'.

Stalin incaricò il maresciallo Georgij Konstantinovič Žukov in persona di coordinare, organizzare e dirigere, come rappresentante dello Stavka, le operazioni del 1° e 2° Fronte Ucraino sui due lati del saliente di Korsun'; in pochi giorni le forze sovietiche vennero raggruppate e rafforzate per sferrare l'attacco il prima possibile. Il generale Vatutin, che ricevette di rinforzo la 27ª Armata, il 67º Corpo di fucilieri, il 2º Corpo di cavalleria delle guardie, il 5º Corpo meccanizzato e i due corpi corazzati della 2ª Armata corazzata, organizzò una massa d'urto sul suo fianco sinistro costituita dalla 40ª e 27ª Armata sostenute dalla forza di sfondamento della 6ª Armata corazzata, una nuova formazione di carri appena costituita sotto il comando del generale Andrej Grigor'evič Kravčenko. Il generale Konev, sul lato meridionale del saliente, schierò invece la 4ª Armata della Guardia e la 53ª Armata con l'esperta 5ª Armata corazzata della Guardia del generale Pavel Rotmistrov mantenuta pronta per sfruttare il successo ed avanzare verso nord; nel complesso l'Armata Rossa avrebbe impegnato contro le forze tedesche nell'area Korsun'-Čerkasy 27 divisioni di fucilieri, quattro corpi corazzati, un corpo meccanizzato, quasi 4 000 cannoni e mortai e 370 mezzi corazzati.

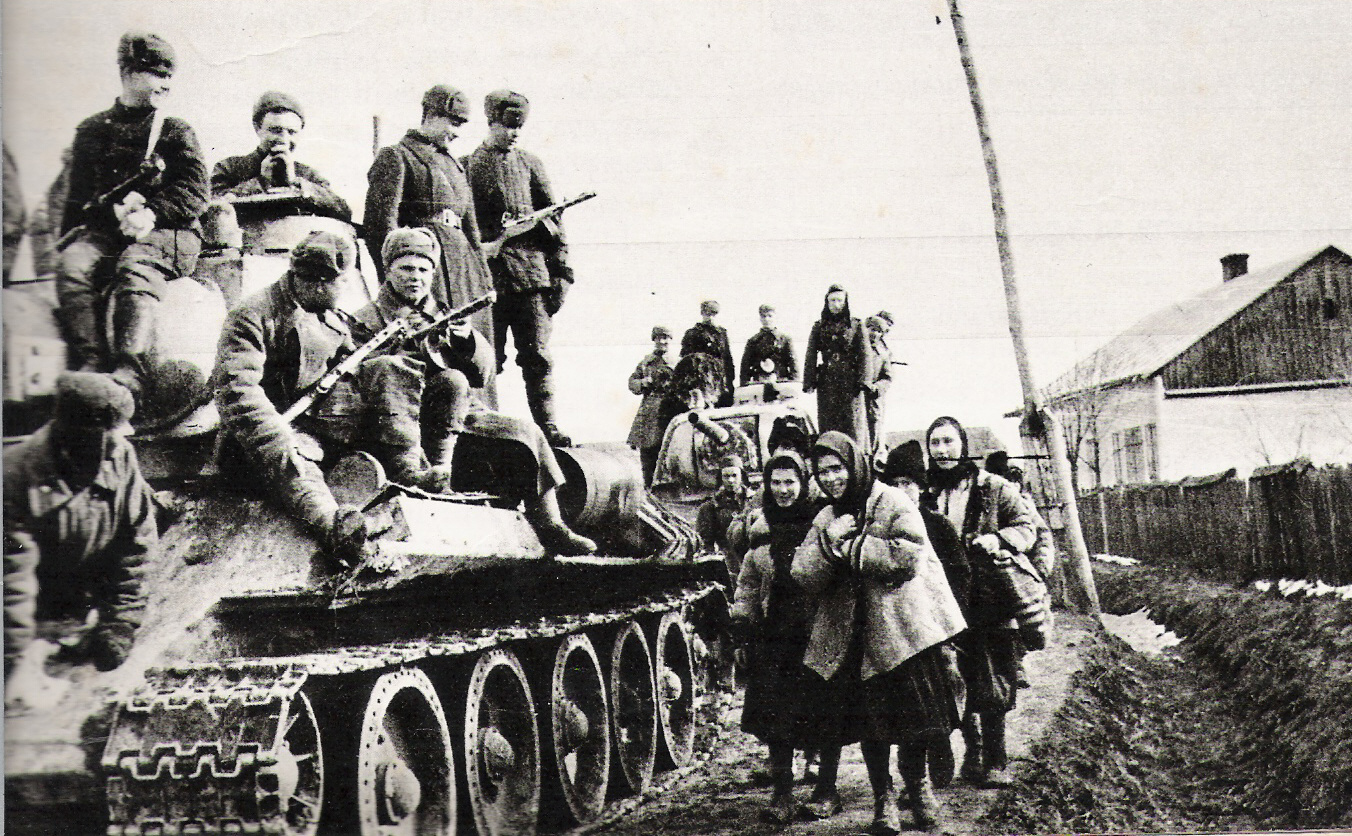
Soldati e carri armati sovietici entrano in un piccolo villaggio ucraino.

Il generale Konev iniziò per primo l'offensiva il 24 gennaio con un potente sbarramento d'artiglieria seguito dall'attacco delle divisioni di fucilieri della 4ª Armata della Guardia (generale A. I. Rihov) e della 53ª Armata (generale I. V. Galanin); le difese tedesche alla giunzione tra l'11º Corpo d'armata del generale Stemmermann e il 47º Panzerkorps del generale Nikolaus von Vormann, sul lato destro del saliente, erano deboli e la 389ª Divisione fanteria venne sbaragliata. Il 2° Fronte Ucraino poté quindi impegnare in combattimento fin dalle ore 12.00 del 25 gennaio la 5ª Armata della Guardia del generale Rotmistrov con il 20º e il 29º Corpo carri (con 218 carri armati e 18 semoventi). Il contrattacco organizzato dai generali Stemmermann e von Vormann con la 11. Panzer-Division, la 14. Panzer-Division e la 57ª Divisione fanteria non ebbe successo a Kapitonovka e l'intervento del 5º Corpo di cavalleria della Guardia del generale Selimanov, inviato dal generale Konev per rinforzare le forze del generale Rotmistrov, ottenne risultati decisivi. I carri e la cavalleria sovietici superarono gli ultimi nuclei di resistenza tedeschi e avanzarono subito da Krasnosilka verso nord in direzione di Lebedyn e Špola, alla base del saliente di Korsun'. Il 20º Corpo carri del generale Lazarev entrò a Lebedyn alle ore 23.00 del 26 gennaio e, protetto sul fianco sinistro dal 29º Corpo carri, continuò durante la notte verso Zvenigorodka.
L'offensiva del 1° Fronte Ucraino del generale Vatutin fu più difficile; iniziata il 26 gennaio con uno sbarramento d'artiglieria di 40 minuti, si sviluppò lentamente contro le difese del 7º Corpo d'armata tedesco; la 6ª Armata corazzata, costituita da pochi giorni con il 5º Corpo carri della Guardia e il 5º Corpo meccanizzato, era inesperta ed equipaggiata solo con 160 carri armati e 50 cannoni semoventi. Le divisioni fucilieri della 27ª Armata riuscirono infine a sfondare e il generale Kravčenko, sollecitato da Žukov e da Vatutin a velocizzare l'avanzata, costituì un "gruppo mobile" al comando del maggior generale Savel'ev che aggirò Vinograd e, dopo aver respinto la 88ª e 198ª Divisione fanteria tedesche, puntò direttamente su Zvenigorodka. Il raggruppamento di Savel'ev (50 carri armati e 200 soldati) raggiunse Lysjanka la notte del 27 gennaio ed il mattino successivo, dopo duri combattimenti, penetrò nei quartieri nord-occidentali di Zvenigorodka dove si congiunse con i reparti avanzati del 20º Corpo carri appartenente alla 5ª Armata corazzata della Guardia del generale Rotmistrov, che comunicò subito al generale Konev, comandante del 2° Fronte Ucraino, il riuscito completamento della manovra. La tenaglia si era chiusa e un sottile anello di accerchiamento venne subito organizzato per sbarrare il passo alle truppe tedesche rimaste bloccate nel saliente di Korsun'.

### La sacca di Korsun'

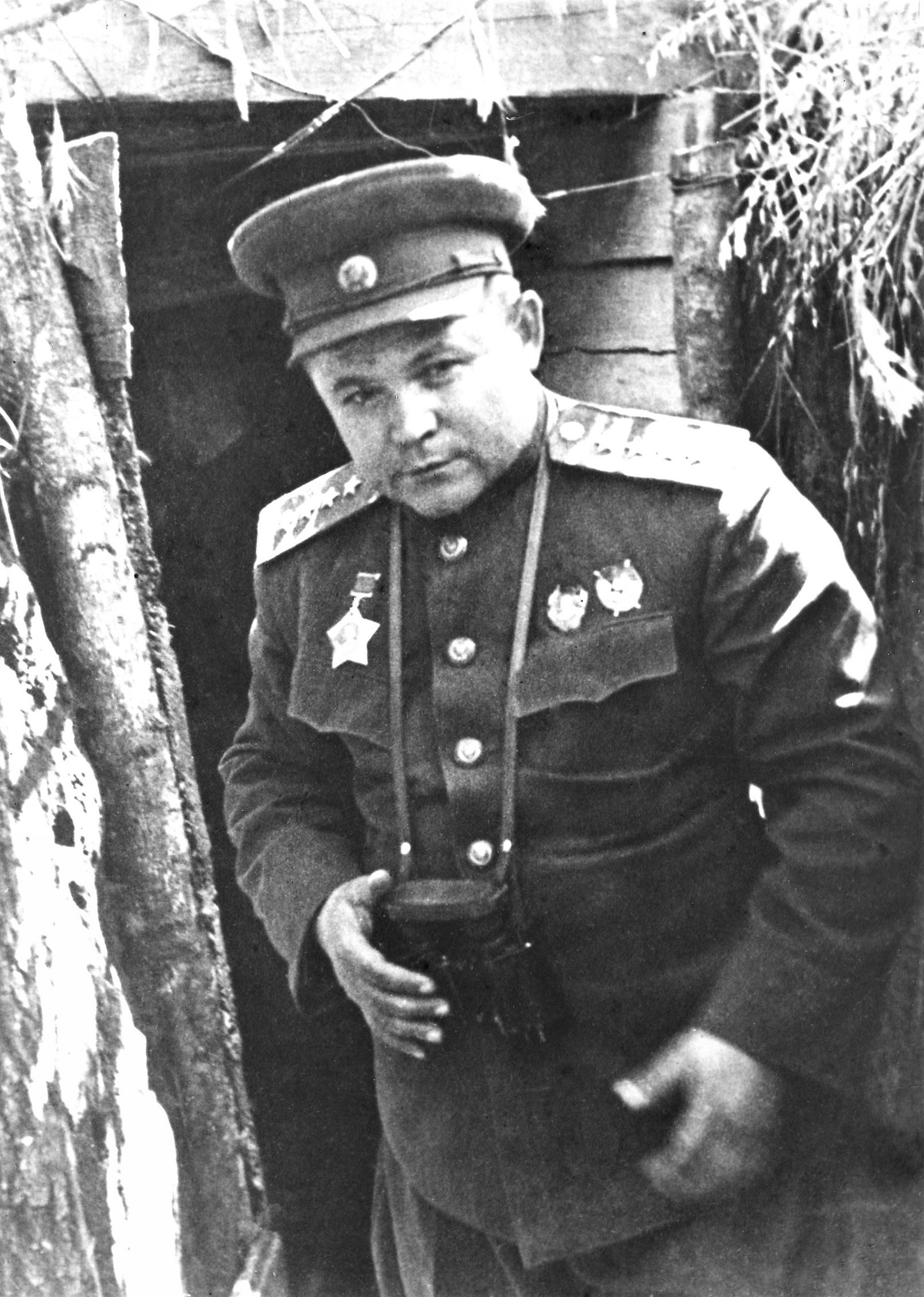
Il generale Nikolaj Vatutin. comandante del 1º Fronte ucraino.

In pochi giorni quindi si trovarono accerchiate in una grande sacca di oltre 100 chilometri di larghezza le divisioni dell'11º e del 42º Corpo d'armata; si trattava di un complesso di forze, al comando del generale Wilhelm Stemmermann, costituito dalla 88ª, 389ª, 57ª e 72ª Divisione fanteria, dalla 5. SS-Panzer-Division "Wiking", dalla Brigata SS "Wallonien" (di reclutamento belga), dal cosiddetto "reparto di corpo d'armata B" (unità della 112ª, 332ª e 255ª Divisione fanteria), e da altre formazioni della 168ª, 167ª, 213ª, 323ª Divisione fanteria e della 14. Panzer-Division. In totale circa 56 000 soldati accerchiati, secondo le fonti tedesche, mentre i sovietici ritennero di aver intrappolato almeno 100 000 uomini.
Hitler, ripetendo le decisioni prese durante la battaglia di Stalingrado, rifiutò di autorizzare una ritirata delle truppe a rischio di accerchiamento, ed ordinò subito al generale Stemmermann di mantenere le posizioni sul Dnepr e di organizzare una grande posizione fortificata circolare in tutte le direzioni per respingere gli attacchi nemici, mentre sarebbe stato intrapreso un ponte aereo per rifornire regolarmente con aerei da trasporto le truppe accerchiate che disponevano dell'aeroporto di Korsun' al centro della sacca. Il generale Stemmermann riuscì a costituire un fronte solido, grazie anche al rallentamento dell'offensiva sovietica a causa del peggioramento del tempo con temperature molto basse e neve ma, contrariamente ai propositi iniziali di Hitler, dovette abbandonare le posizioni sul Dnepr di Čerkasy e restringere il suo fronte. Il 42º Corpo d'armata quindi abbandonò le rive del fiume, mentre l'11º Corpo d'armata mantenne la difesa del fronte d'investimento meridionale; i tedeschi ripiegarono ordinatamente, nonostante un precoce disgelo e la presenza del fango, conservando soprattutto il possesso del campo d'aviazione di Korsun', indispensabile per i rifornimenti. La Luftwaffe impiegò l'8º Corpo aereo del generale Seidemann per contrastare l'aviazione sovietica e organizzare il ponte aereo, e le squadriglie da trasporto del maggiore Kaap riuscirono a trasportare nella sacca in quindici giorni 2 026 tonnellate di materiali e ad evacuare per via aerea 2 835 feriti.

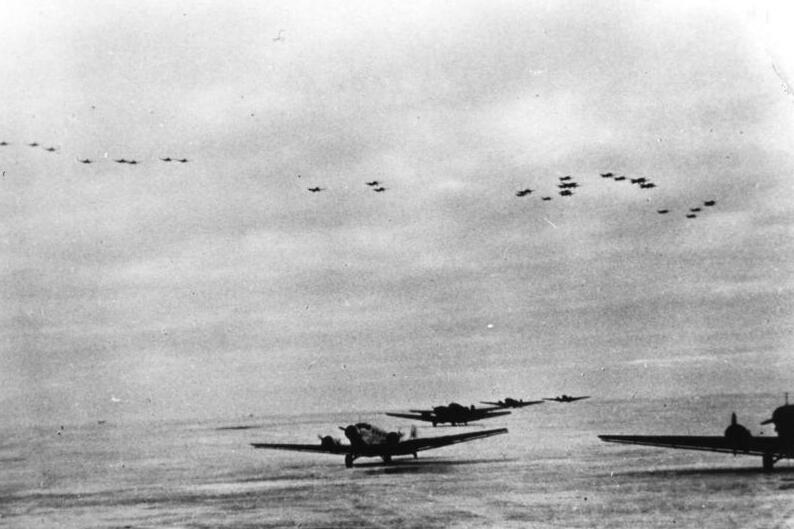
Aerei da trasporto tedesche nell'aeroporto di Korsun' per rifornire le truppe accerchiate nella sacca.

In realtà, dopo la chiusura della sacca di Korsun', il feldmaresciallo von Manstein e gli altri generali tedeschi avevano temuto un disastro ancor più grave, ipotizzando la possibilità che le armate sovietiche dei generali Konev e Vatutin, trascurando le truppe accerchiate, sfruttassero immediatamente il varco aperto nelle linee nemiche, difeso in un primo momento solo dalla 198ª Divisione fanteria, per continuare l'avanzata verso ovest in direzione del Bug Orientale e del Dnestr. Al contrario Stalin, il maresciallo Žukov ed il generale Konev erano preoccupati per la minaccia rappresentata dalla grande sacca di Korsun' di cui sopravvalutavano la consistenza. Ritenendo di avere circondato l'intera 8ª Armata tedesca con circa dieci divisioni ed oltre 100 000 uomini, l'alto comando sovietico considerò essenziale, prima di riprendere l'offensiva generale, stringere il cerchio su queste forze, organizzare un solido fronte esterno di accerchiamento per proteggersi da possibili controffensive nemiche e sferrare al più presto un attacco decisivo per distruggere le forze tedesche all'interno della sacca.
Stalin, dopo un colloquio sulla situazione con il maresciallo Žukov (in quei giorni influenzato e febbricitante), decise di centralizzare la catena di comando ed affidò il compito di distruggere le truppe tedesche accerchiate al generale Konev con le sue forze del 2° Fronte Ucraino, mentre il generale Vatutin, che rimase molto dispiaciuto per la decisione del dittatore, ebbe l'incarico di difendere, con le armate del 1° Fronte Ucraino, l'anello di accerchiamento esterno in caso di tentativi tedeschi di soccorso. Il generale Konev, deciso a schiacciare le truppe accerchiate sotto il fuoco dell'artiglieria, dei bombardamenti aerei e delle sue unità mobili, concentrò la 27ª Armata, la 52ª Armata e la 4ª Armata delle guardie, con tredici divisioni di fucilieri, 2 000 cannoni e 138 carri armati. I primi attacchi furono sferrati sul lato sud della sacca lungo il fiume Olsanka e sul fronte nord in direzione di Korsun', ed incontrarono una dura resistenza dei tedeschi. Non ottennero alcun risultato gli appelli alla defezione od alla resa diramati ai soldati tedeschi accerchiati dai rappresentanti del Comitato della Germania Libera, costituito in Unione Sovietica da una parte degli ufficiali superiori catturati a Stalingrado; anche una richiesta di resa, presentata l'8 febbraio dal comando sovietico, venne respinta dal generale Stemmermann.

### Tentativo di liberazione tedesco
La precaria situazione logistica ed operativa delle truppe accerchiate, esposte a gravi privazioni e sottoposte al rigido clima invernale, imposero a Hitler ed al comando tedesco di organizzare rapidamente una forza di soccorso per cercare di sbloccare il prima possibile le forze isolate nella sacca e riguadagnare le posizioni sul Dnepr. Furono quindi fatti strenui sforzi per radunare una potente forza corazzata, inizialmente prevista in nove Panzer-Division divise in due raggruppamenti, dipendenti dalla 1ª Panzerarmee del generale Hube e dalla 8ª Armata del generale Wöhler, sui due lati del corridoio sovietico per contrattaccare concentricamente, distruggere il nemico e ricongiungersi con le truppe del generale Stemmermann.

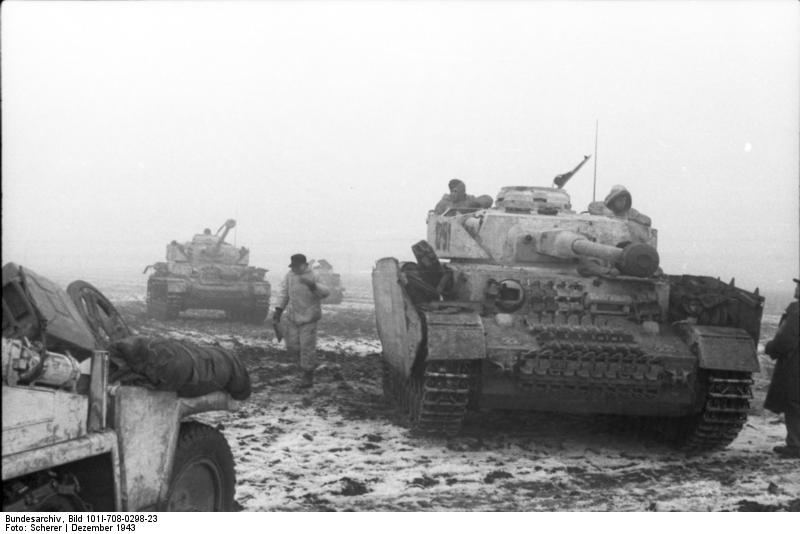
Le Panzer-Division cercano di aprirsi un varco verso la sacca.

Le divisioni corazzate tedesche, richiamate precipitosamente da altri settori del fronte orientale, ebbero gravi difficoltà a raggrupparsi in tempo utile soprattutto a causa della rasputiza, il precoce disgelo che rese paludose e quasi intransitabili le mediocri piste della steppa. Inoltre Hitler decise di dirottare la 24. Panzer-Division del generale von Edelsheim, di cui era previsto l'impiego nel settore sud della sacca, verso la testa di ponte di Nikopol' (a sua volta sottoposta a duri attacchi nemici), indebolendo così le forze assegnate al contrattacco. Il 4 febbraio le truppe corazzate tedesche, pur ancora solo parzialmente concentrate, diedero ugualmente inizio all'attacco, coscienti della situazione sempre più precaria delle forze accerchiate.
Inizialmente il piano tedesco prevedeva una complessa controffensiva combinata del 3º Panzerkorps del generale Hermann Breith, che avrebbe attaccato da nord in direzione di Medwin con cinque Panzer-Division, e del 47º Panzerkorps del generale Nikolaus von Vormann che, partendo da sud con quattro Panzer-Division, avrebbe cercato di collegarsi con il gruppo settentrionale prima di dirigere insieme verso la sacca. Le difficoltà logistiche, l'assenza della 24. Panzer-Division e il mancato concentramento di tutte le divisioni previste fecero rapidamente fallire questo piano troppo ambizioso. Le tre deboli divisioni rimaste al generale von Vormann (3. Panzer-Division, 11. Panzer-Division e 14. Panzer-Division) non ottennero risultati e vennero rapidamente bloccate ad oltre 30 chilometri dalla sacca dalla resistenza sovietica della 5ª Armata corazzata della Guardia; quindi solo il 3º Panzerkorps poté sviluppare il suo attacco ed in un primo momento solo con una parte delle sue forze.

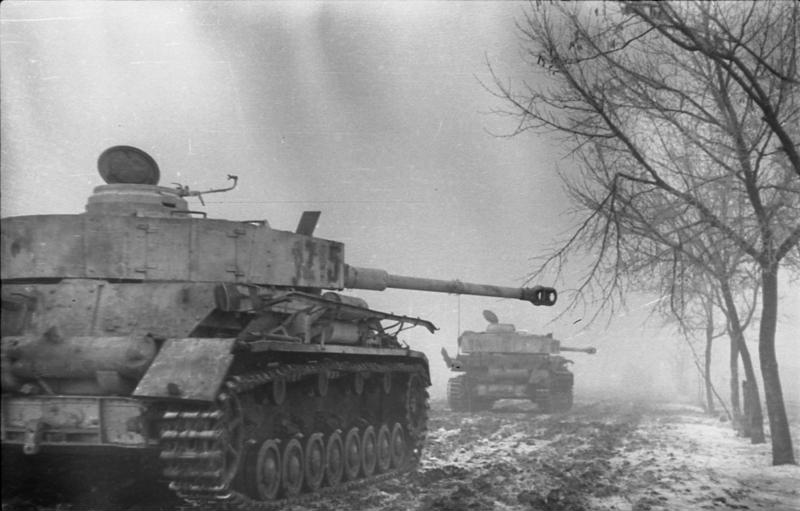
Panzer IV in azione nell'inverno 1944.

Il generale Breith attaccò all'alba del 4 febbraio con la 16. Panzer-Division, la 17. Panzer-Division, rinforzate dal Panzerverband Bäke, un reggimento corazzato misto di carri pesanti Panzer VI Tiger I e Panther guidato dall'esperto tenente colonnello Franz Bäke. Protetti sui fianchi da due divisioni di fanteria, i panzer (circa 160 mezzi corazzati) avanzarono faticosamente sul terreno melmoso penetrando le linee della 6ª Armata corazzata sovietica che, ridotta a meno di 100 carri, si trovò in difficoltà, ma esaurirono la spinta dopo una marcia di circa dieci chilometri. L'arrivo del grosso della Leibstandarte SS Adolf Hitler e dei primi reparti della 1. Panzer-Division permise al 3º Panzerkorps di riprendere l'avanzata e l'8 febbraio il gruppo Bäke ed elementi della 16. Panzer-Division e della Leibstandarte SS raggiunsero il fiume Gniloj-Tikič che doveva essere superato per raggiungere la sacca, distante circa 30 chilometri. La colonna corazzata venne nuovamente fermata, nonostante ripetuti tentativi, sulle sponde del fiume dalla crescente resistenza sovietica.
Il maresciallo Žukov, preoccupato dalla minacciosa avanzata tedesca, rinforzò opportunamente le indebolite forze della 6ª Armata corazzata del generale Andrej Kravčenko con una parte della 27ª Armata di fucilieri, con tre reggimenti di carri pesanti Stalin e con la massa della 2ª Armata corazzata del generale Semën Bogdanov. Anche Stalin mostrò preoccupazione e criticò il comportamento delle truppe e delle forze aeree per non essere riuscite a bloccare la marcia tedesca ed a impedire i rifornimenti aerei della sacca. Venne inviato sul posto il maresciallo Novikov, comandante dell'aviazione sovietica che impegnò al 2ª e la 5ª Armata aerea per supportare il 1° Fronte Ucraino del generale Vatutin messo sotto pressione dall'attacco delle Panzer-Division del generale Hube. Il generale Konev venne sollecitato a distruggere al più presto le forze nemiche bloccate nella sacca di Korsun'.

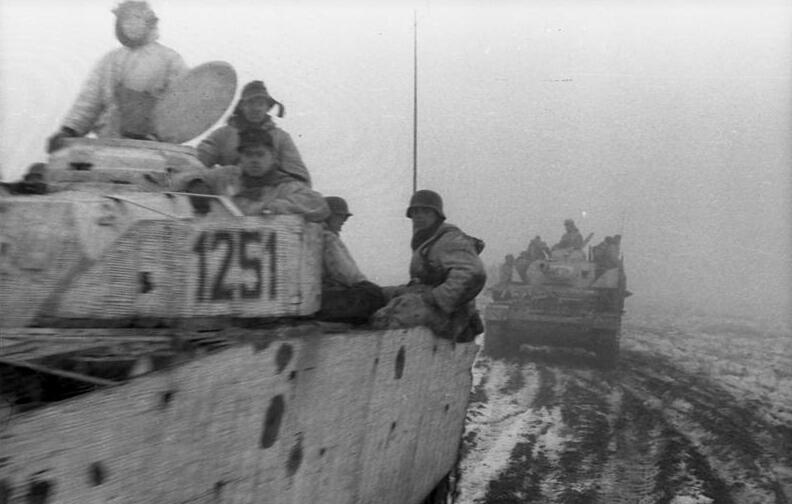
Colonna di panzer in marcia nella steppa ucraina.

Nel frattempo continuava il tentativo del 3º Panzerkorps di sbloccare le forze del generale Stemmermann; il generale Breith venne autorizzato finalmente da Hitler ad impegnare il grosso della 1. Panzer-Division in una marcia diretta verso est oltre il fiume Gniloj-Tikič, che nonostante il freddo non era ghiacciato, e l'11 febbraio i carri del generale Richard Koll (comandante della divisione corazzata) ripartirono all'attacco sul fianco est del cuneo di sfondamento riuscendo a conquistare il villaggio di Bušcanka. Tuttavia un tentativo del reparto di panzer del tenente Ciliox di conquistare di sorpresa un ponte sul fiume a Lysjanka non ebbe successo la notte del 12 febbraio. Il 13 febbraio il battaglione corazzato del capitano Cramer fece un nuovo tentativo e riuscì il giorno seguente ad attraversare il fiume Gniloj-Tikič su un ponte intatto nonostante la dura resistenza dei mezzi corazzati del 5º Corpo carri della Guardia.
Dopo aver raggiunto Lisjanka a est del fiume, divenne decisivo per i tedeschi conquistare l'importante quota 239, difesa dal grosso del 5º Corpo carri della Guardia del generale Savel'ev con circa 50 T-34. Il gruppo corazzato della 1. Panzer-Division al comando del tenente colonnello Frank e il Panzerverband Bäke, appoggiati dai granatieri del capitano Ebeling, cercarono quindi di conquistare l'altura con un nuovo attacco condotto in un clima invernale estremo ma, nonostante qualche successo, non riuscirono a raggiungere l'obiettivo contrastati da una resistenza sempre più solida. La 1. Panzer-Division, completamente esausta e rimasta con soli 12 carri armati, dovette sospendere gli attacchi e passare sulla difensiva.
A nord-ovest ed a ovest di Lysjanka la situazione tedesca stava peggiorando: la 16. e la 17. Panzer-Division dovettero contrastare la pericolosa controffensiva dei corpi meccanizzati della 2ª Armata corazzata del generale Bogdanov, mentre la Leibstandarte SS esaurì le sue forze nei combattimenti di Vinograd. Il 16 febbraio il generale Walther Wenck, capo di stato maggiore della 1. Panzer-Division, si recò al posto comando avanzato e convenne sull'impossibilità per il 3º Panzerkorps di riprendere l'offensiva di fronte alle difese sovietiche del 1° Fronte Ucraino del generale Vatutin; quindi i panzer dei gruppi Frank e Bäke, giunti a circa nove chilometri dalle forze accerchiate del generale Stemmermann, sospesero gli attacchi e si schierarono a difesa di Lysjanka cercando di resistere in quella posizione esposta in attesa dell'arrivo delle truppe della sacca che dal 7 febbraio erano impegnate in un drammatico tentativo di uscire dalla trappola.

### Distruzione della sacca

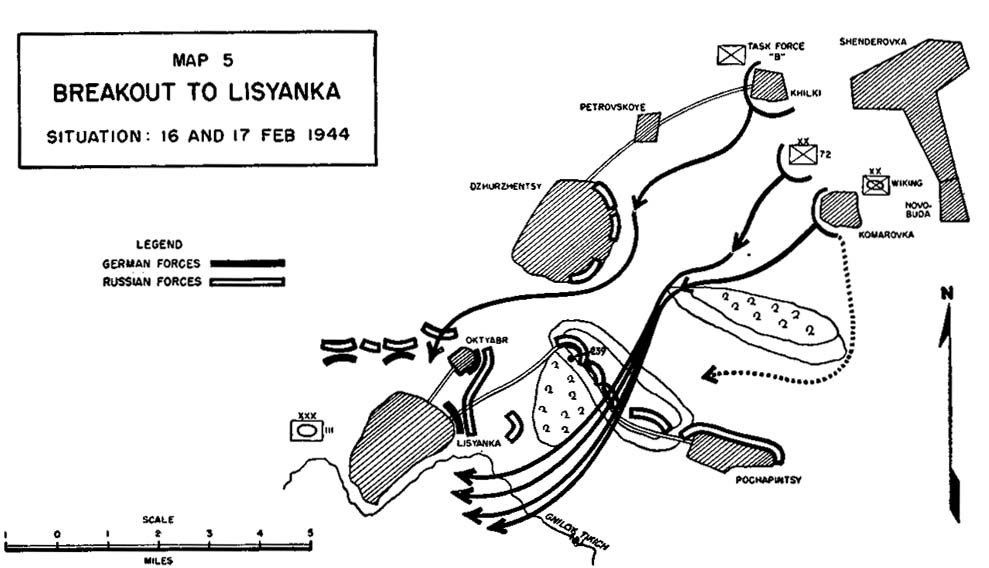
Mappa con l'indicazione della marcia delle truppe tedesche per uscire fuori dall'accerchiamento.

Il 7 febbraio il feldmaresciallo von Manstein e l'alto comando tedesco compresero che la situazione all'interno della sacca, pressata dai continui attacchi sovietici, stava diventando sempre più difficile in ragione anche del continuo indebolimento della resistenza dei soldati a causa del rigido clima invernale e delle carenze di rifornimenti; inoltre la prospettiva di potere sbloccare le truppe assediate da parte della colonna corazzata di soccorso apparivano sempre più improbabili. Quindi alle ore 11.40 venne diramato al generale Stemmermann, dal comando dell'8ª Armata, l'ordine decisivo di restringere ulteriormente la sacca ed iniziare un movimento di ritirata a sud in direzione di Šenderovka per effettuare una sortita finale e ricongiungersi con le truppe del 3º Panzerkorps.

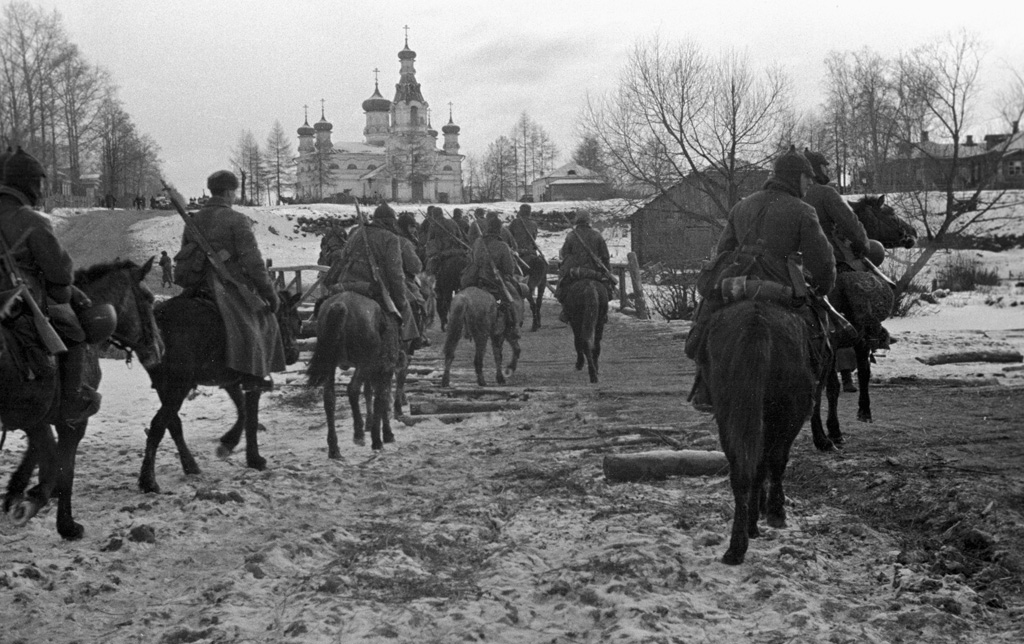
La cavalleria dell'Armata Rossa contribuì a sconfiggere le truppe tedesche accerchiate.

Con grande difficoltà logistiche ed in mezzo alla neve ed al fango, le truppe accerchiate effettuarono i primi movimenti; la sacca, estesa per 45 chilometri da nord-ovest a sud-est tra Korsun' e Gorodišče, cambiò forma concentrandosi per marciare verso sud. L'importantissimo aeroporto di Korsun' su cui atterravano i trasporti della Luftwaffe venne inizialmente mantenuto, mentre le truppe Waffen-SS abbandonarono Gorodišče e la 88ª Divisione fanteria, schierata a nord, evacuò la cittadina di Janovka; in testa alla colonna in ritirata marciò la 72ª Divisione fanteria con il compito di attaccare attraverso il villaggio di Novobuda. L'11 febbraio dopo duri scontri i tedeschi riuscirono a occupare Novobuda e Šenderovka che venne conquistata dai soldati della Divisione corazzata SS "Wiking"; nei giorni seguenti la 72ª Divisione fanteria riuscì ad arrivare, dopo penosi sforzi di fronte alle linee di sbarramento sovietiche fino a Chil'ki e Komarovka, a sette chilometri dalle linee del 3º Panzerkorps bloccato a Lysjanka, mentre la brigata di volontari belgi SS "Wallonien" difese con gravi perdite Novobuda. Tutte le truppe della "sacca mobile" si concentrarono quindi intorno a Šenderovka, in un territorio di sette chilometri per otto al riparo nelle abitazioni del villaggio; dopo l'abbandono il 10 febbraio dell'aeroporto di Korsun', conquistato dalle truppe sovietiche del generale Konev dopo duri scontri, i rifornimenti erano ancora possibili solo con i lanci di carichi dagli aerei, mentre oltre 4 000 feriti rimasero bloccati nella sacca senza poter essere evacuati.
Il generale Konev, impegnato a cercare di impedire la ritirata e distruggere le truppe accerchiate, era stato sollecitato da Stalin ad accelerare le operazioni contro la sacca con il rinforzo del grosso della 27ª Armata e con l'impiego della 2ª Armata aerea per interrompere i trasporti aerei tedeschi. A causa delle difficoltà climatiche, il comandante del 2° Fronte Ucraino dovette inizialmente rinviare l'attacco decisivo contro Šenderovka; impegnando equipaggi volontari ed aerei leggeri il generale Konev riuscì infine a sferrare un attacco aereo in massa la notte del 16 febbraio che incendiò e devastò il villaggio e costrinse i soldati tedeschi ad abbandonare le rovine ed esporsi all'aperto, dove subirono un pesante sbarramento a distanza ravvicinata dell'artiglieria sovietica.
Fin dal 15 febbraio il feldmaresciallo von Manstein aveva dovuto constatare il fallimento del tentativo di soccorso della 1ª Panzerarmee del generale Hube i cui panzer erano ormai fermi davanti alla quota 239, bloccati dai corpi corazzati del generale Vatutin; quindi alle ore 11.05 del 15 febbraio venne diramato l'ordine al generale Stemmermann di cercare di sfondare a tutti i costi con le "proprie forze" in direzione di Lysjanka-quota 239, senza attendere aiuti dall'esterno. Il generale Stemmermann, dubbioso sulla possibilità dei suoi soldati, ormai esausti e disorganizzati di sfondare da soli, credette tuttavia che la quota 239 fosse già in possesso dei tedeschi mentre invece si sarebbe trovato di fronte su quelle posizioni i fucilieri, i carri armati ed i cavalieri sovietici pronti ad attenderlo. Il generale Stemmermann decise di abbandonare o distruggere prima della sortita tutti gli automezzi, i cannoni, i carri armati e l'equipaggiamento pesante rimasto, anche molti feriti vennero abbandonati; con le truppe ancora efficienti organizzò quindi due colonne guidate dai generali Lieb e Gille (il comandante della SS "Wiking"), mentre egli rimase con la retroguardia costituita dalla 57ª e 88ª Divisione fanteria.

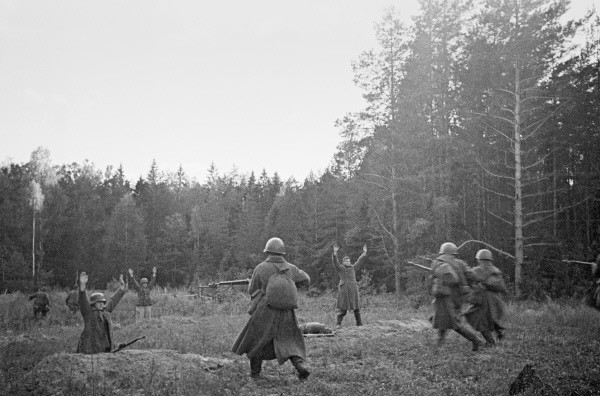
Truppe sovietiche catturano alcuni soldati tedeschi.

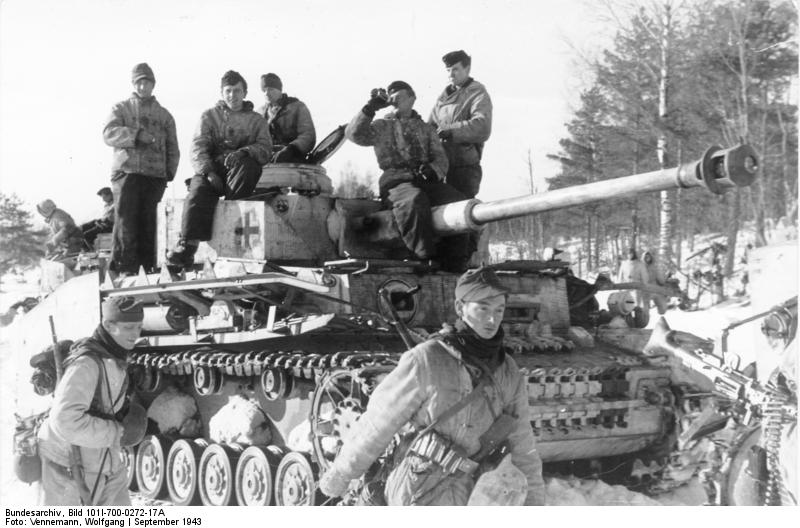
Reparti tedeschi di una Panzer-Division nell'inverno 1944; le forze corazzate tedesche uscirono molto indebolite dai combattimenti di Korsun'.

La mattina del 17 febbraio la colonna tedesca, guidata dai pochi mezzi corazzati superstiti del reggimento corazzato della SS "Wiking", sbucò fuori dal terreno irregolare e arrivò nei campi aperti ricoperti di neve dove però trovò ad attenderla il massiccio sbarramento predisposto dal generale Konev per sferrare il colpo finale al nemico, già logorato dalle privazioni e dalle fatiche della battaglia e della ritirata. Inizialmente le avanguardie della 72ª Divisione fanteria riuscirono a sfuggire ed a raggiungere le posizioni della 1. Panzer-Division, ma il resto della divisione venne colpito dal fuoco dell'artiglieria sovietica e poi distrutto dall'attacco dei carri armati; anche la SS "Wiking", rimasta con pochi mezzi motorizzati, cadde in un'imboscata di mezzi corazzati sovietici nella gola di Pošapinzij e quindi dovette ingaggiare un violento combattimento senza riuscire a sfondare. I carri armati dell'Armata Rossa avanzarono in mezzo alla fanteria tedesca in marcia e travolsero uomini e animali; gli equipaggi schiacciarono sotto i cingoli i fuggiaschi, senza risparmiare neppure i feriti. Anche la cavalleria cosacca sovietica intervenne in forze e devastò all'arma bianca le colonne a piedi tedesche.
I superstiti reparti tedeschi arrivarono, dopo aver forzato il primo sbarramento sovietico, sulle rive del fiume Gniloj-Tikič dove si verificò un nuovo e drammatico combattimento. I generali Lieb e Gille riuscirono a raggiungere, con una parte delle forze della "Wiking" e con altri reparti tra cui i sopravvissuti della SS "Wallonien", le linee del 3º Panzerkorps e quindi la salvezza, le retroguardie tedesche rimasero invece bloccate sul fiume dove subirono il bombardamento dell'artiglieria e un nuovo attacco dei carri armati e della cavalleria sovietica. Il generale Konev guidò personalmente, a bordo di un carro armato, questo attacco finale: la gran parte dei soldati tedeschi venne uccisa dalla cavalleria o schiacciata sotto i cingoli, secondo le indicazioni del generale, che sollecitò la massima decisione, si preferì uccidere piuttosto che catturare prigionieri. In quest'ultima fase della battaglia si verificarono fenomeni di dissoluzione e di panico tra le truppe tedesche, una parte dei soldati per sfuggire alla cavalleria cosacca si gettò nelle acque del fiume, dopo aver abbandonato le armi; solo pochi sopravvissero e raggiunsero la salvezza, il generale Stemmermann, rimasto con i suoi uomini al centro della sacca, venne ucciso dall'esplosione di una granata.

## Bilancio

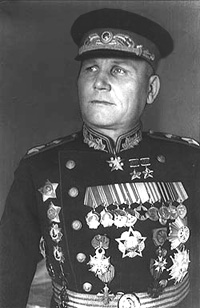
Il maresciallo Ivan Konev, protagonista della vittoria sovietica.

La mattina del 19 febbraio il reparto di punta della 1. Panzer-Division abbandonò, dopo aver recuperato gli ultimi superstiti della sacca, le sue posizioni esposte su quota 239 e ripiegò su linee più arretrate; la battaglia di Korsun' era finita. Secondo le fonti tedesche circa 35 000 soldati (su un totale di 56 000 uomini accerchiati nella sacca) riuscirono a sfuggire ed a rientrare nelle linee tedesche; le perdite quindi ammonterebbero a 18 800 soldati tra morti, prigionieri e dispersi. I superstiti tuttavia scamparono solo dopo aver abbandonato tutte le armi, i mezzi motorizzati e l'equipaggiamento; i reparti, completamente disorganizzati ed esausti, non erano più in grado di combattere e dovettero essere ritirati nelle retrovie per una completa ricostituzione. La propaganda del Reich cercò di minimizzare la sconfitta ed, al contrario, enfatizzò la riuscita della manovra di ritirata, il salvataggio di due terzi delle truppe ed esaltò la resistenza e la combattività dei soldati. In realtà il feldmaresciallo von Manstein e i generali tedeschi sul fronte orientale compresero la gravità della sconfitta che peggiorava ulteriormente la situazione generale nel settore meridionale. Dopo la perdita delle divisioni accerchiate nella sacca di Korsun' e il grave indebolimento delle preziose Panzer-Division, dissanguatesi nel coraggioso tentativo di portare soccorso alle truppe intrappolate, diveniva più difficile mantenere le posizioni ed evitare un crollo delle difese nel caso di una nuova offensiva generale dell'Armata Rossa.

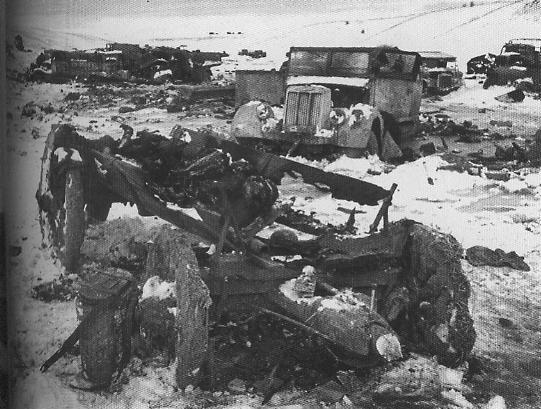
Mezzi e materiali tedeschi abbandonati durante la ritirata.

Le fonti storiche russo-sovietiche hanno sempre riportato dati molto diversi sulle perdite tedesche nella battaglia, calcolando 55 000 morti e feriti e 18 000 prigionieri catturati dal 1° e 2° Fronte Ucraino, oltre a tutte le armi ed il materiale; secondo lo storico britannico Alexander Werth è verosimile che le cifre sovietiche siano attendibili e che comprendano tutte le perdite subite dai tedeschi nella "piccola Stalingrado sul Dnepr" comprese, oltre alle truppe nella sacca, i reparti della Wehrmacht della colonna di soccorso del generale Hube e delle altre divisioni dell'8ª Armata del generale Wöhler. Nonostante alcuni momenti di tensione tra Stalin e i suoi generali, il dittatore sovietico sembrò soddisfatto per la vittoria e per i risultati operativi raggiunti; il generale Ivan Konev, il duro comandante delle armate che distrussero la sacca ed il rivale del maresciallo Žukov, ottenne molti elogi per la vittoria e venne promosso maresciallo dell'Unione Sovietica, mentre il generale Pavel Rotmistrov, comandante della 5ª Armata corazzata della Guardia venne nominato da Stalin maresciallo delle truppe corazzate dell'Armata Rossa.
La battaglia di Korsun', combattuta nel rigido ed inclemente clima invernale ucraino, fu tra le più aspre e violente del fronte orientale; per lo svolgimento tattico delle operazioni, per la durezza degli scontri e per l'impegno e la tenacia dei combattenti è stata paragonata alla battaglia di Stalingrado, pur impegnando un numero molto inferiore di uomini e mezzi delle due parti. La vittoria dell'Armata Rossa ebbe notevole importanza strategica, consentendo a Stalin ed ai generali sovietici di sferrare nuovi attacchi ed ottenere nuovi grandi successi nel corso della campagna invernale del 1944.